# ジュネーヴ公共交通

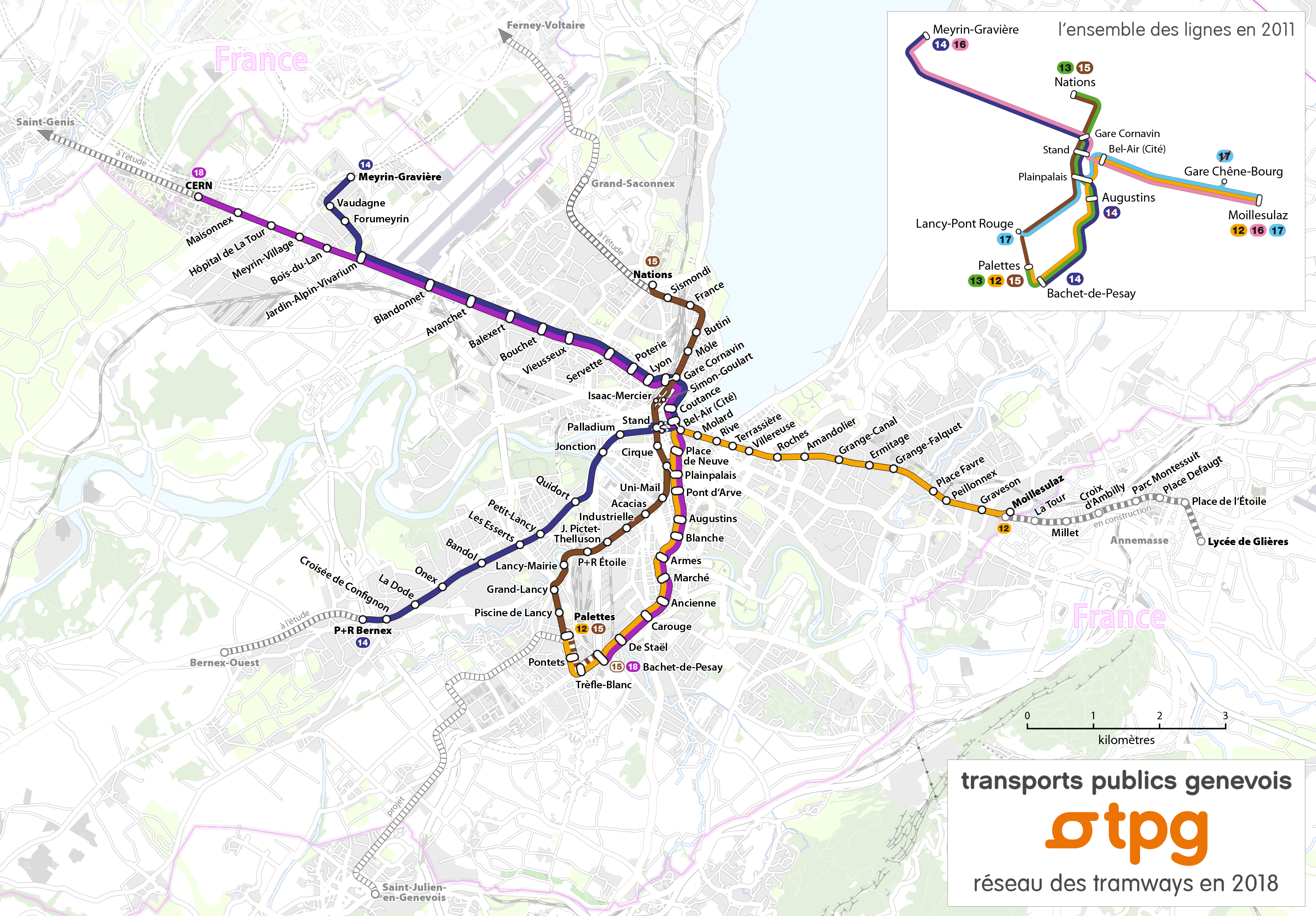
TPG路面電車路線網

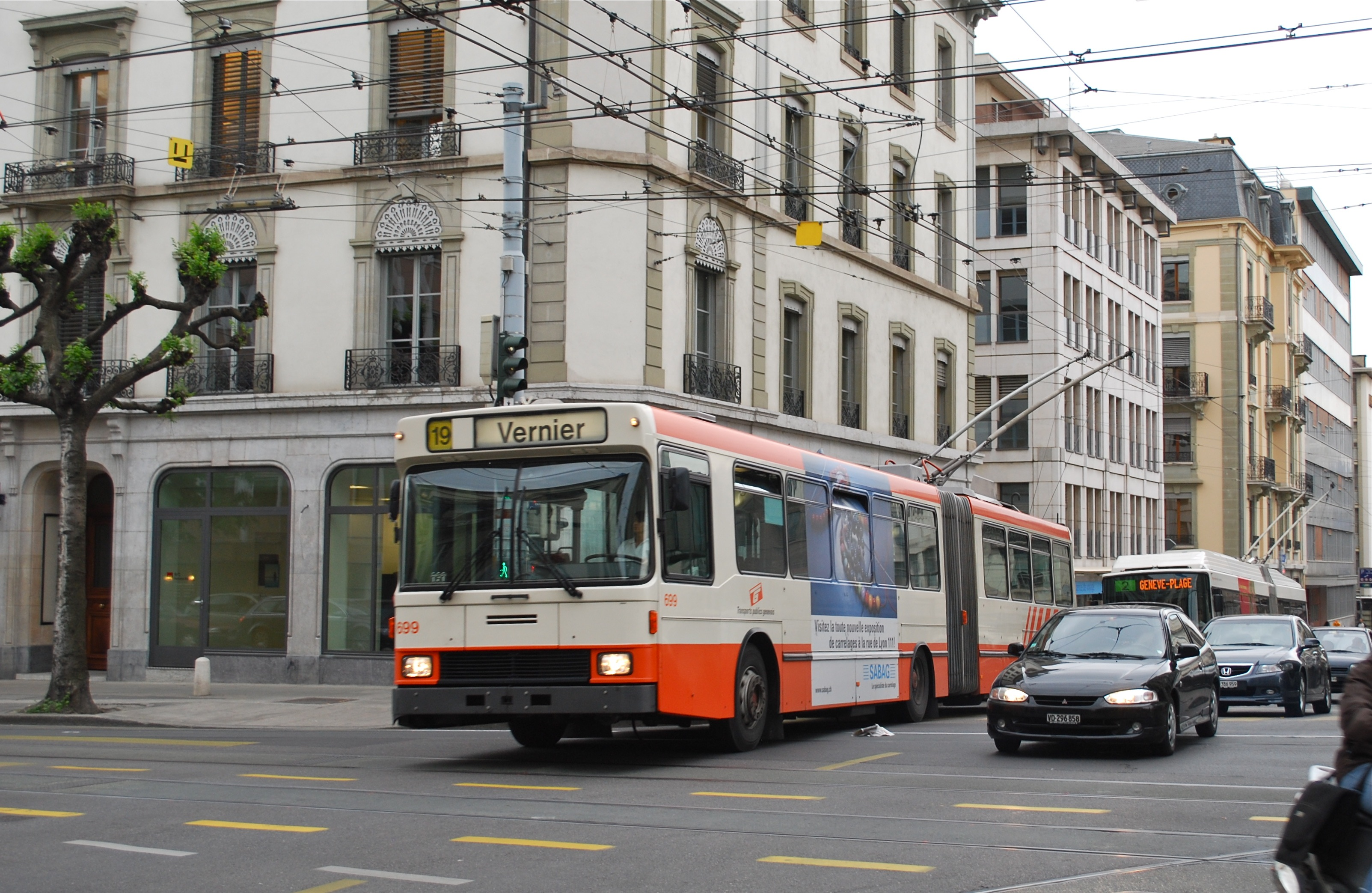
TPGのトロリーバス

ジュネーヴ公共交通（ジュネーヴこうきょうこうつう、トランスポール・ピュブリク・ジュヌヴォワ、フランス語: Transports publics genevois, 略称：TPG, 英語: Geneva Public Transport）は、ジュネーヴを中心にスイス・ジュネーヴ州の公共交通機関のほとんどを運営している事業体。本部はランシーにある。
TPGは、ジュネーヴ州の路面電車・トロリーバス・バスを運営しており、隣接するフランスのアン県・オート＝サヴォワ県にも運行範囲が広がっている。スイス連邦鉄道によって提供されている地方鉄道路線 (RER) や、レマン湖の水上交通ムエット・ジュヌヴォワーズ・ナヴィギャシオンと共通の料金システム「ユニレゾ」があり、フランス地域を含め、利用するゾーン・時間帯に有効な乗車券であれば、これらの公共交通機関を共通利用することができる。

## 歴史
TPGは、ジュネーヴ電気軌道会社（コンパニー・ジュヌヴォワーズ・デ・トラムウェー・ゼレクトリック、Compagnie Genevoise des Tramways Électriques, CGTE; 英称：Geneva Electric Tramway Company）を前身としており、1900年から1976年まで、州内やフランスの近隣地区で路面電車を運営していた。1977年1月1日をもってCGTEはTPGに組織変更した。
2003年12月、TPGは、24メートルの連節バスの道路走行テストを開始し、ヘスやフォスロー・キーペによってメガトロリーバスが製造された。このバスは、150人の乗客を運ぶことができる。バスは、2004年1月に、ジュネーヴ・コアントラン国際空港へ向かう10路線で導入された。この車両は、もともとの18メートルのトロリーバスに、中間車体を加えている。2005年6月、TPGは、10台のダブル連節トロリーバスをヘスから購入し、長さ24.7 m (81 ft)のバスは、781-790の番号が付けられている。2006年下旬時点で、TPGは、92台のトロリーバス（うち11両はダブル連節）を含むバスを所有している。
2008年4月27日現在、TPG路線網は、6つの路面電車路線、38の州内バス路線、15の州間（ヴォー州）及び国際（フランス）バス路線、12の夜行バス路線で構成されている。
2010年12月、AvanchetからCoutanceへ向かう18号線が開設された。2011年5月には、この路線が欧州原子核研究機構 (CERN) まで延長され、2011年12月に廃止、14号線に改名された。2012年12月に、路面電車が再び14号線 (Meyrin-Gravière - P+R Bernex) と18号線 (CERN - Bel-Air) に分けられた。
2015年までに多くの路面電車路線が計画されており、2020年までに移動性を40 %向上させることが計画されている。

### Tramway Cornavin - Onex - Bernex (TCOB)
2008年11月に建設が開始され、2011年12月に完成した。14号線は、もともとP+R BernexからMeyrin-GravièreまたはCERNまで走っていたが、2012年12月から14号線 (P+R Bernex - Meyrin-Gravière) と18号線 (Stand - CERN) に分けられた。